# Flujo de bloques y ceniza

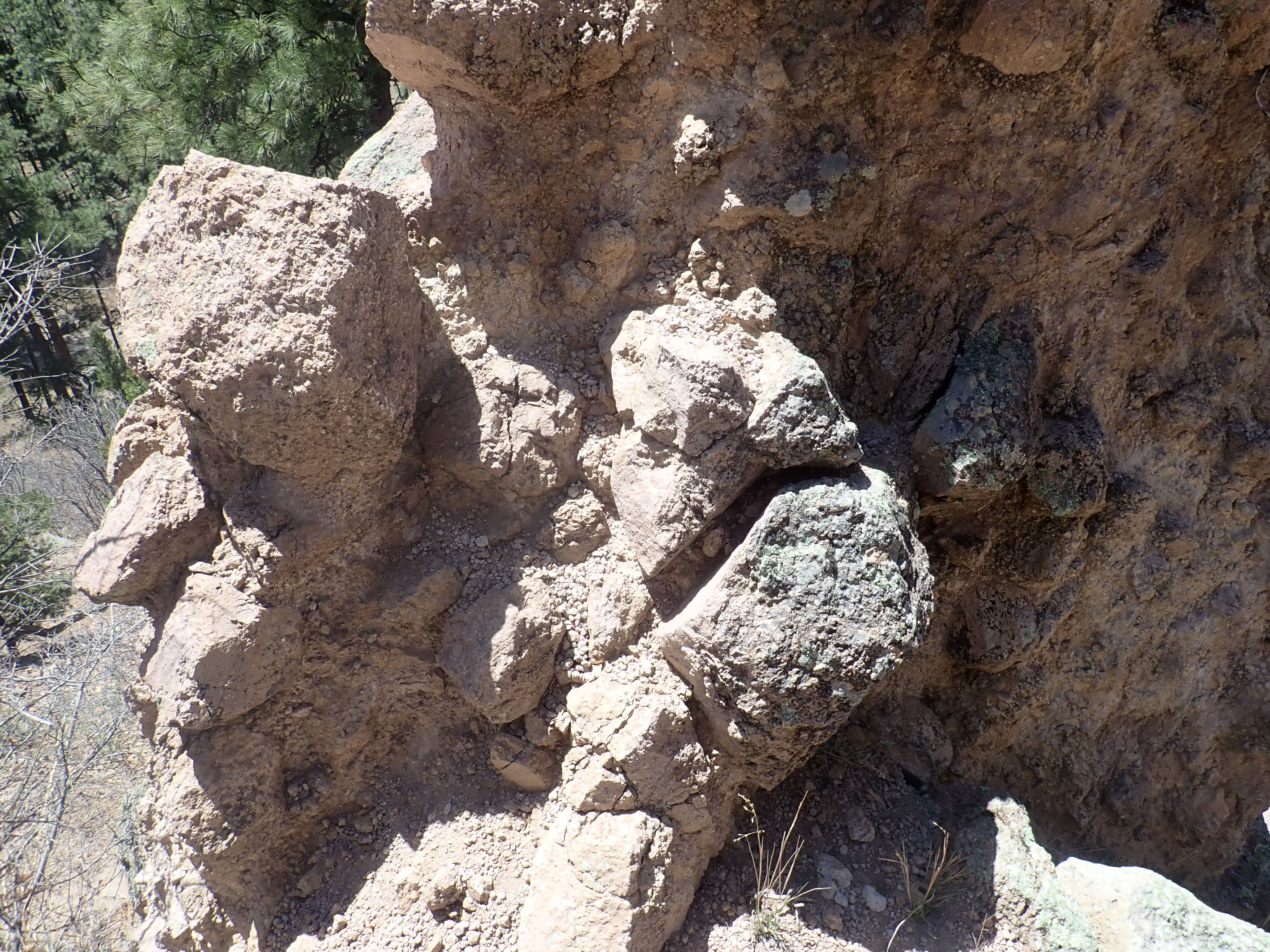
Aflomiento de un flujo de bloques y ceniza en la formación de Tschicoma, Nuevo México, Estados Unidos.

Un flujo de bloques y ceniza (del inglés block and ash flow) es el proceso y el depósito de una mezcla fluida de ceniza volcánica y grandes (>26 cm) bloques angulosos de roca comúnmente formados como resultado del colapso gravitacional de un domo de lava o una colada de lava de gran espesor. Los flujos de bloques y ceniza son un tipo de flujo piroclástico y es por aquello que se forman durante erupciones volcánicas. A diferencia de otros tipos de flujos piroclásticos, los flujo de bloques y ceniza carecen de pumita y su volumen es típicamente reducido. Los flujos de bloques y ceniza tienen densidades en el rango de 1600 a 2000 kg/m3, lo que es dos a cinco veces la densidad de los depósitos de ceniza de caída. Algunos bloques en flujos de bloques y ceniza pueden conener delgadas películas lustrosas de carbón provenientes de vegetación sepultada por el flujo.
Algunos volcanes conocidos por su producción de flujo de bloques y ceniza desde los años 90 son: el Monte Unzen en Japón, el Monte Merapi en Java y Soufrière Hills en las Antillas Menores.